# Medical Police
Medical Police est une web-série comique américaine, créée par Rob Corddry, Krister Johnson, Jonathan Stern et David Wain, qui a été diffusée sur Netflix le 10 janvier 2020. Il s'agit d'un spin-off de la série humoristique Childrens Hospital , qui a parodié des drames médicaux, alors que Medical Police est une parodie de thrillers d'espionnage internationaux,. La série met en vedette Erinn Hayes et Rob Huebel.

## Synopsis
Les médecins de l'hôpital pour enfants Lola Spratt et Owen Maestro découvrent un virus menaçant le monde et sont recrutés comme agents du gouvernement américain dans une course mondiale pour trouver un remède. Ce faisant, ils démasquent une profonde conspiration au milieu de l'épidémie.

## Distribution

### Acteurs principaux
- Erinn Hayes (VF : Karine Texier) : Dr Lola Spratt[5]
- Rob Huebel (VF : Stéphane Roux) : Dr Owen Maestro[6]

### Acteurs récurrents
- Malin Åkerman[3],[6] (VF : Sybille Tureau) : Valerie Flame
- Sarayu Rao[6] (VF : Marie Zidi) : Sloane McIntyre
- Rob Corddry[3],[6] (VF : Xavier Fagnon) : Blake Downs
- Tom Wright (VF : Thierry Desroses) : Directeur Patten
- Lake Bell[3],[6] (VF : Armelle Gallaud) : Cat Black
- Jason Schwartzman[5] (VF : Jérémy Prévost) : Le Goldfinch
- Fred Melamed[5] (VF : Michel Voletti) : Dr Richard Waters
- Kimberly Hébert Gregory (VF : Laura Zichy) : Sénatrice Barney
- Megan Le : Agent Tran
- Ken Marino[3],[6] (VF : Antoine Nouel) : Glenn Richie
- Eric Nenninger (VF : Erwan Zamor) : Collins
- Randall Park : Clavis Kim
- Brian Huskey (VF : Jean-François Lescurat) : Chet
- Joel McHale (VF : Rémi Caillebot) : lui-même
- Jon Hamm (VF : Bruno Choël) : Derrick Childrens

- Version française
  - Société de doublage : Cinéphase
  - Direction artistique : Michèle Dorge
  - Adaptation des dialogues : Emeline Bruley & Bérangère Alguemi

## Episodes
Les épisodes sont sortis simultanément sur Netflix :
1. Décollage (Wheels Up)
2. Le Goldfinch (The Goldfinch)
3. Vilain chien (Dumb Doggy)
4. Seniors actifs (Mature Group Action)
5. Deux-neuf à double tirage (Deuce to Nines, Double Draw)
6. Les lasagnes que j'aime (The Lasagna as a Whole)
7. Panique à bord (Everybody Panic!)
8. Pas les doigts (Just the D)
9. Grandes pointures (Real Heavy Hitter)
10. Retour à la normale... ou pas (Everything Goes Back to Normal … or Do They??)

## Production
Après la fin de Children Hospital en 2016, le créateur de la série, Rob Corddry, a révélé en 2017, qu'une série dérivée était en cours de développement, décrivant le nouveau spectacle comme un «thriller mondial» avec un récit en série d'une saison qui se déplace d'un pays à l'autre, contrairement à Children Hospital qui évitait la stricte continuité, et se passait principalement dans un hôpital pour enfants. Le 19 février 2019, Netflix a annoncé qu'il avait donné à la production une commande de série pour une première saison composée de dix épisodes d'une demi-heure,. La série a été co-créée par Rob Corddry, Jonathan Stern, David Wainet, et Krister Johnson, qui sont également producteurs exécutifs et scénaristes.  Le spectacle est produit par Warner Horizon Scripted TV , qui a un accord global avec le producteur Jonathan Stern.

## Sortie
Le 16 décembre 2019, Netflix a annoncé que Medical Police ferait sa première mondiale sur son service de Streaming le 10 janvier 2020. Le 19 décembre 2019, une bande-annonce de la série a été publiée.

## Réception
Sur le site Web de l' agrégateur d'avis Rotten Tomatoes , la première saison a un taux d'approbation de 92% avec une note moyenne de 7,12 / 10, basée sur 13 avis. Le consensus critique du site Web se lit comme suit: "Les médecins -flics obtiennent enfin leur dû dans la police médicale , un spectacle qui fonctionne presque aussi bien qu'une bonne action-aventure à l'ancienne car il fait une satire délicieusement absurde à propos des médecins-flics."  Sur Metacritic, la première saison a un score moyen pondéré de 62 sur 100, basé sur 6 critiques, indiquant "des critiques généralement favorables"